# Ravenna niveus
Ravenna niveus är en fjärilsart som beskrevs av Nire 1920. Ravenna niveus ingår i släktet Ravenna och familjen juvelvingar. Inga underarter finns listade.